# درویشی (دشتی)
درویشی، روستایی درویشی ملقب به بهشت گمشده از توابع بخش شنبه و طسوج شهرستان دشتی در استان بوشهر ایران است.

## جمعیت
بر اساس سرشماری سال ۱۳۹۰ آمار رسمی جمعیت روستا ۳۴۰ نفر (۹۷ خانوار) بوده و در سال ۱۳۹۵ جمعیت آن ۴۲۶ نفر می‌باشد.

## مشخصه‌ها
نام قدیمی این روستا احتمالاً گنبدان بوده و سپس درویشان و در محاوره امروزی به درویشی تغییر یافته که وجه تسمیه آن وجود دو امامزاده با دو گنبد زیبا در شمال و جنوب این روستا بنام گنبد شاهزاده محمد در جنوب که پس از زلزله ویرانگر سال ۹۲ تخریب شد و هم‌اکنون توسط خیرین و معتمدین روستا بازسازی شده‌است و دیگری معروف به گنبد شاه سلیمانی (امامزاده سلیمان) در شمال روستا و در دل جنگلهایی بود که در حد فاصل درویشی با روستاهای حمویی و دشتزال قرار داشت که متأسفانه بعد از سیل ویرانگر سال ۶۵ هیچ آثاری از آن باقی نمانده و هم‌اکنون در بستر رودخانه مند واقع شده‌است. حسب آنچه سینه به سینه نقل شده‌است این روستا در طول تاریخ به علت حوادث و بلایای طبیعی چندین بار با خاک یکسان شده و گورستانهای قدیمی و تاریخی اطراف این روستا حکایت از آن دارد. در قدیم این روستا بعنوان نقطه پشتیبانی سایر روستاهای صعب العبور و ماوراء رودخانه مند محسوب می‌شده به ویژه که فرامین و تصمیمات حکومتی توسط ضابطین و خوانین این روستا به سایر روستاها از جمله «باغان»، «کردلان»، «سرچشمه»، «نبرد»، «خرس‌آباد»، «تنگ نخل»، «اسماعیل محمودی» و سایر عشایر قشلاق‌نشین ابلاغ می‌شده‌است.

## گردشگری
| کوه نمک | آخوره رستم | رودخانه مند (درویشی) | تنگه خین بهرک |
| ------- | ---------- | -------------------- | ------------- |
|         |            |                      |               |

| پل گنبد (درویشی) | گلیرو | دره طلا | جنگل |
| ---------------- | ----- | ------- | ---- |
|                  |       |         |      |

| پاگلیها | سد | تپه شنی | دشت گل زرد |
| ------- | -- | ------- | ---------- |
|         |    |         |            |

| امامزاده شاهزاده محمد | شاهزاده اسماعیل | گورستان تاریخی | تالاب |
| --------------------- | --------------- | -------------- | ----- |
|                       |                 |                |       |